# Eva Holmberg
Eva Holmberg, född 22 november 1939 i Stockholm, är en svensk forskare inom fonetik/logopedi knuten till Karolinska institutet. Holmberg forskade under åren 1982–1998 vid Massachusetts Institute of Technology (MIT) och Boston University Hospital. Hon doktorerade 1998 vid Stockholms Universitet i aerodynamiska och akustiska icke invasiva mätningar av röst.